# Lucio Domicio Enobarbo (cónsul 16 a. C.)

Esquema familiar de los Domitii Ahenobarbi

Lucio Domicio Enobarbo (en latín Lucius Domitius Ahenobarbus) fue un senador romano, político y militar que vivió durante los primeros años del principado de Augusto.

## Familia
Enobarbo era el único hijo de Gneo Domicio Enobarbo, cónsul en 32 a. C. y Emilia Lépida. Su madre era pariente por línea paterna del triunviro Marco Emilio Lépido. Su abuela paterna fue Porcia, hermana del gran político republicano Marco Porcio Catón.

## Carrera política
Enobarbo fue recompensado con los honores triunfales al penetrar en Germania, proeza que nadie había hecho antes que él. Durante su juventud fue un destacado auriga. Suetonio lo describe como un hombre arrogante, extravagante y cruel. Enobarbo fue elegido edil, pretor y cónsul. Durante su pretura y consulado estableció que caballeros y mujeres casados debían participar en representaciones teatrales. Enobarbo disfrutó presentando combates de gladiadores y cazas de animales salvajes. En el testamento del emperador Augusto, Enobarbo fue nombrado para heredar los enseres domésticos del finado emperador.

## Matrimonio y descendencia

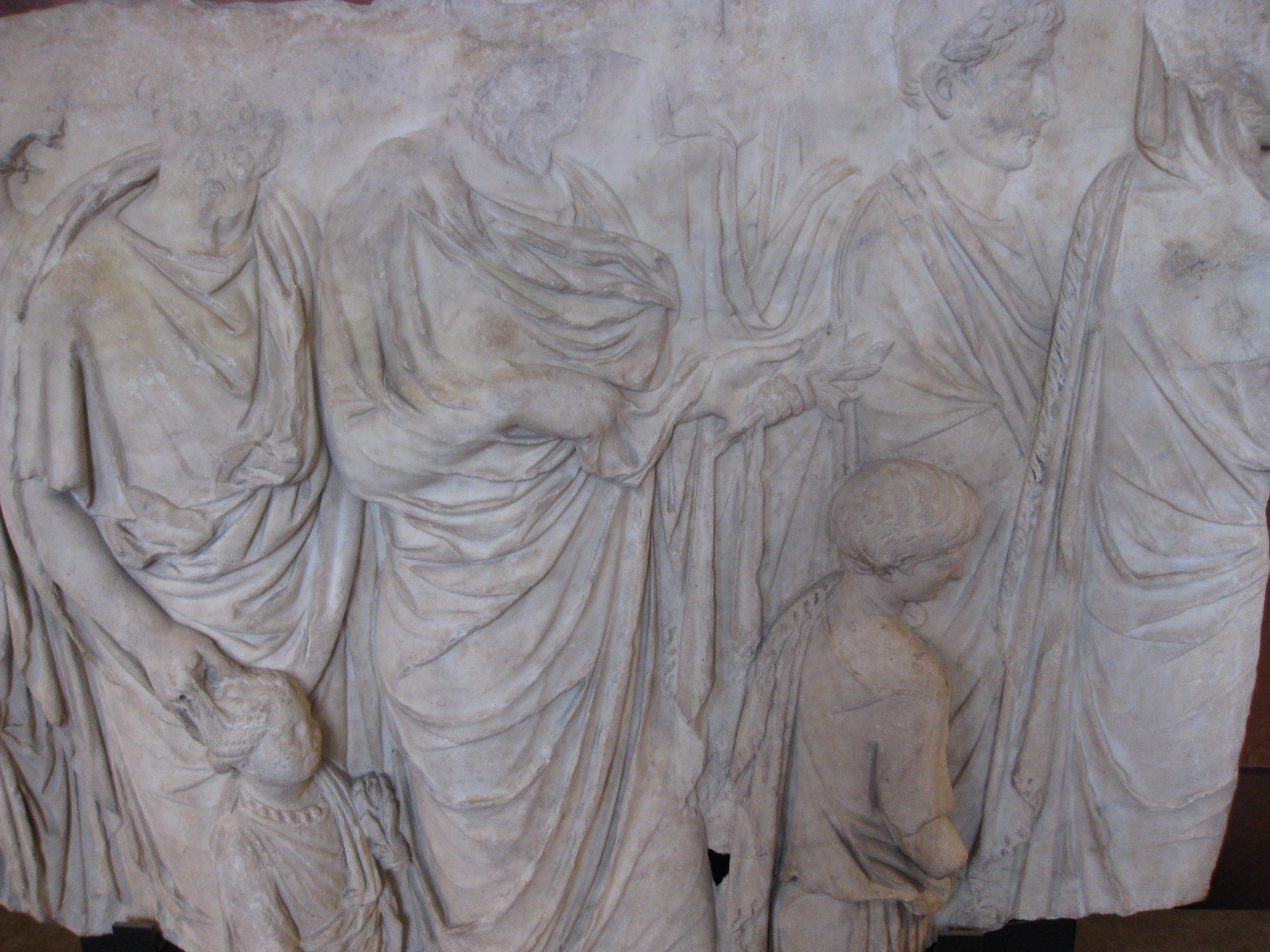
La familia de Enobarbo en los relieves del Ara Pacis.

Lucio se casó con Antonia la Mayor, que era hija de Octavia la Menor, hermana de Augusto, y del triunviro Marco Antonio. Fruto de este matrimonio nacieron tres hijos, Domicia, Cneo Domicio Enobarbo y Domicia Lépida. Murió en el año 25. Fue abuelo paterno del emperador Nerón.
En el Ara Pacis (altar de la época Augusta), aparecen Cneo Domicio Enobarbo y su hija Domicia. La mujer por detrás de Domicia y Domicio es la madre del segundo, Antonia la Mayor. Junto a Antonia la Mayor aparece su marido, Lucio Domicio Enobarbo.